# Gesetz über die Entschädigung für Strafverfolgungsmaßnahmen
Das Gesetz über die Entschädigung für Strafverfolgungsmaßnahmen (StrEG) ist ein deutsches Bundesgesetz.
Wer zu Unrecht in einem Strafverfahren verfolgt wurde, kann eine staatliche Entschädigung verlangen, soweit ihm Schäden entstanden sind.

## Ansprüche auf  Entschädigung
Ansprüche entstehen hauptsächlich bei:
- Milderung oder Wegfall einer rechtskräftigen Verurteilung
- Freispruch oder Einstellung in Bezug auf die Untersuchungshaft, die Unterbringung in einer Anstalt, die Sicherstellung und Beschlagnahme, die vorläufige Festnahme, die vorläufige Entziehung der Fahrerlaubnis, ein vorläufiges Berufsverbot und weitere Verfolgungsmaßnahmen

Die Entschädigung kann jedoch aus verschiedenen Gründen ausgeschlossen sein. Als wichtigster Fall ist hier die Verursachung der Strafverfolgungsmaßnahme durch den Geschädigten zu nennen, aber auch die Selbstbelastung durch wahrheitswidrige Behauptungen oder das Verschweigen entlastender Umstände. Auch wer nur wegen Schuldunfähigkeit oder wegen eines Verfahrenshindernisses (wichtigster Fall: Fehlen eines Strafantrages) nicht bestraft wird, bekommt möglicherweise keine Entschädigung.
Entschädigung für Vermögensschaden (z. B. Verdienstausfall durch Inhaftierung) wird nur geleistet, wenn der nachgewiesene Schaden den Betrag von 25 Euro übersteigt (§ 7 Abs. 3 StrEG in der seit dem 5. August 2009 geltenden Fassung).
Für jeden angefangenen Tag einer Freiheitsentziehung werden – zusätzlich zu einer etwaigen Entschädigung für Vermögensschaden – 75 Euro gezahlt (§ 7 Abs. 3 StrEG in der seit dem 8. Oktober 2020 geltenden Fassung). Vom 5. August 2009 bis zum 7. Oktober 2020 betrug die Entschädigung pro Tag 25 Euro. Die Höhe dieser pauschalen Haftentschädigung für immaterielle Schäden war von 1988 bis 2009 nahezu unverändert geblieben. Zum 1. Januar 2002 erfolgte im Zuge der Einführung des Euro eine Anpassung des Betrages von 20 DM auf 11 Euro (BGBl. 2001 I S. 3574). Dabei war schon bei der Erhöhung dieser Pauschale von 10 DM auf 20 DM im Jahr 1988 die Notwendigkeit gesehen worden, sie auch in Zukunft wieder anzupassen (vgl. Beschlussempfehlung und Bericht des Rechtsausschusses des Deutschen Bundestages, BT-Drs. 11/1892; Plenarprotokoll Deutscher Bundestag, 11. Wahlperiode PlPr 11/69 vom 11. März 1988, S. 4683 ff.).
Über den Antrag auf Entschädigung entscheidet die Landesjustizverwaltung. Gegen die Entscheidung der Landesjustizverwaltung kann innerhalb von drei Monaten Klage bei der Zivilkammer des zuständigen Landgerichts erhoben werden.